# تام بنکس (فیزیکدان)
 تام بنکس (انگلیسی: Tom Banks؛ زاده ۱۹ آوریل ۱۹۴۹) یک فیزیک‌دان اهل ایالات متحده آمریکا است.